# Ключевая (Байкаловский район)
Ключевая — деревня в Байкаловском районе Свердловской области России. Входит в состав Байкаловского сельского поселения. Управляется Пелевинской сельской администрацией.

## География
Населённый пункт расположен в верхнем течении реки Бобровка в 16 километрах на северо-восток от села Байкалово — административного центра района.
Деревня разделена на две улицы (Заречная, Октябрьская).

### Часовой пояс
Ключевая, как и вся Свердловская область, находится в часовой зоне МСК+2. Смещение применяемого времени относительно UTC составляет +5:00.

## История
В 1961 году указом Президиума Верховного Совета РСФСР деревня Замиралова переименована в Ключевую.

## Население
| 2002 | 2010 | 2021 |
| ---- | ---- | ---- |
| 154  | ↘126 | ↘92  |

## Известные уроженцы, жители
Замиралов, Павел Васильевич (1918—1995), Герой Советского Союза (1944).

## Инфраструктура
Личное подсобное хозяйство с зоной сельскохозяйственного использования, индивидуальная застройка усадебного типа.

## Транспорт
Остановка общественного транспорта «Поворот на Ключевую».